# Муратов, Владимир Алексеевич
Владимир Алексеевич Муратов (15 июля 1905, Саратовская губерния — 19XX) — советский хозяйственный, государственный и политический деятель.

## Биография
Родился в 1905 году в селе Липовка. Член ВКП(б).
С 1928 года — на хозяйственной, общественной и политической работе. В 1928—1946 гг. — инструктор Исполнительного комитета Саратовского окружного Совета, секретарь комитета ВКП(б) совхоза № 30 Саратовского края, заместитель начальника Политического отдела Булухтинской машинно-тракторной станции, заместитель председателя Организационного комитета Президиума Верховного Совета Украинской ССР по Полтавской области, председатель Исполнительного комитета Полтавского городского Совета, заместитель председателя (1939—1940) и председатель Совета Народных Комиссаров Якутской АССР (1940—1943), нарком социального обеспечения Украинской ССР (15 февраля 1945 — 25 октября 1946). Дальнейшая судьба неизвестна.
Избирался депутатом Верховного Совета СССР 1-го созыва.